# Pealius sairandhryensis
Pealius sairandhryensis là một loài côn trùng cánh nửa trong họ Aleyrodidae, phân họ Aleyrodinae.
Pealius sairandhryensis được Meganathan & David miêu tả khoa học đầu tiên năm 1994.